# Stadion Miejski w Gradišce
Stadion Miejski – wielofunkcyjny stadion w Gradišce, w Bośni i Hercegowinie. Może pomieścić 5000 widzów. Swoje spotkania rozgrywają na nim piłkarze klubu FK Kozara Gradiška.